# صفحه‌های سرور فعال

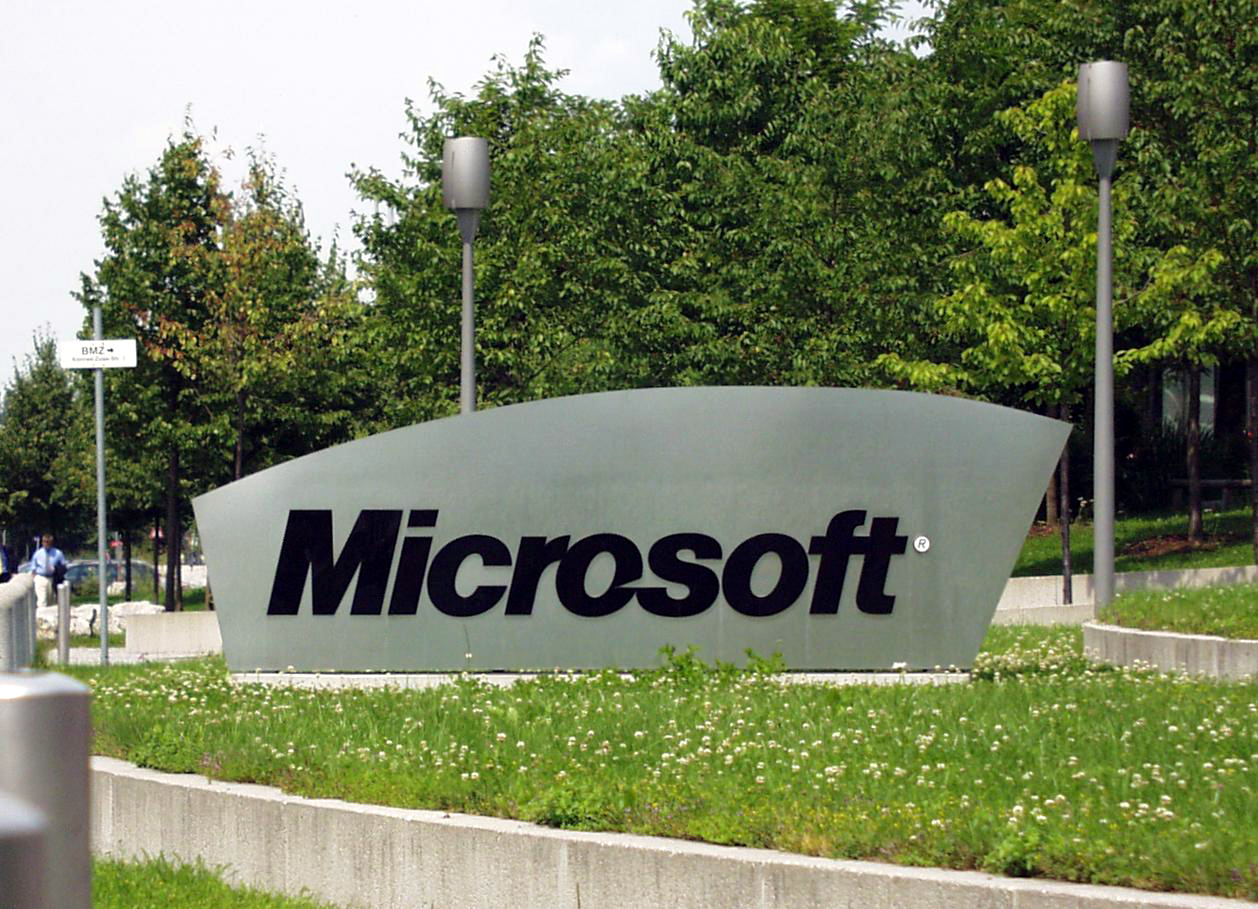
لوگوی شرکت مایکرو سافت

صفحه‌های سرور فعال (به انگلیسی: Active Server Pages  یا به صورت مخفف ASP) اولین موتور اسکریپت مایکروسافت برای تولید دینامیک صفحات در سمت سرور است. اولین بار به عنوان یک Add on همراه IIS در ویندوز NT4 عرضه شد.  بعد از Windows 2000 Server به عنوان یکی از اجزای رایگان همراه آن بود. برنامه‌نویسی وب سایت‌های ASP با اشیا درون ساخته همراه آن آسان‌تر شد.
درحقیقت ASP یک چهارچوب توسعه یافته برای ایجاد صفحات وب است.
هر شی عبارت است از گروهی از توابع پر کاربرد که برای خلق صفحات وب مفیدند. در ASP 2.0 شش نوع از چنین اشیای درون ساخته‌ای وجود دارند: Application ،ASPError ،Request ،Response ،Server و Session.
به عنوان مثال Session یک شئی بر اساس کوکی است که متغییرها را صفحه به صفحه نگه‌داری می کند.
صفحات ASP را به کمک پسوند انتهای مسیر آنها می توان تمییز داد که به جای HTML و HTM از ‎.asp‏ استفاده می‌شود.
اکثر صفحه‌های ASPبا VBScript نوشته می شوند ولی به کمک نوشته‌های @language یا <script language="language" runat="server"> می‌توان به جای VbScript از سایر موتورهای پردازه‌نویسی فعال دیگر نیز استفاده کرد.
ASP جزء تکنولوژیهای سمت سرور محسوب می شود. هنگامی که یک مرورگر یک فایل asp.net و یا asp را درخواست می‌کند، موتور asp، فایل را خوانده، سپس هر کد موجود در فایل را اجرا کرده و نتیجه را به مرورگر باز می‌گرداند.